# Xiang (affluent du Yangzi)
Pour les articles homonymes, voir Xiang.
La Xiang (湘江, Xiāng jiāng) est une rivière chinoise et un des principaux affluents du Yangzi Jiang. Elle rejoint celui-ci en se jetant dans le lac Dongting. La rivière arrose la province du Hunan dans le centre sud de la Chine. Ses principaux affluents sont les rivières Lei et Mi. Son cours supérieur porte le nom de Xiao. 

## Hydrologie
Long de 856 kilomètres, la rivière a un débit moyen de 2070 m³/s et son bassin versant a une superficie de 94 815 km².

## Description
La Xiang prend sa source dans le nord de la province du Guangxi. Pratiquement tout le cours de la Xiāng est situé dans la province Hunan, d'où elle tire son nom (Xiāng (湘) étant l'abréviation de la province du Hunan). Elle traverse celle-ci du nord au sud et en constitue l'axe fluvial principal. Elle rejoint ensuite d'autres rivières pour former le lac Dongting qui se jette dans le Yangzi. La Xiang baigne plusieurs grandes villes du Hunan comme Hengyang, Zhuzhou, Xiangtan et Changsha. 
Au IIIe siècle avant notre ère, sur ordre de Qin Shi Huangdi, la Xiang a été relié par le canal Lingqu à la rivière Li. 
Les principaux affluents sont :
- La rivière Xiao sur le cours supérieur.
- La rivière Lei (rive droite), affluent le plus long (453 km).

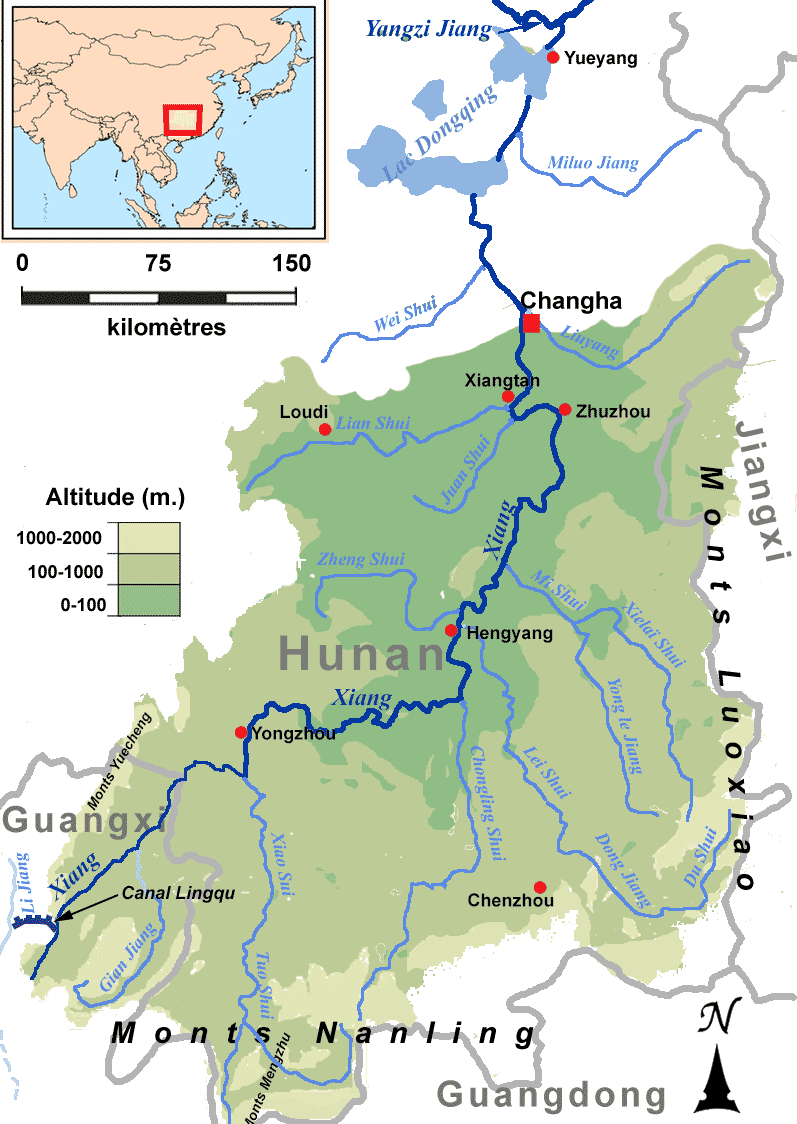
Carte du bassin versant du fleuve avec ses principaux affluents).

- La rivière Mi (rive droite).

## Aménagements
| Désignation          | Région ou province | Cours d'eau | Hauteur | Puissance installée (MW) | Production annuelle (TWh/an) | Type de barrage                                 | Capacité de stockage | Date achèvement | Notes |
| -------------------- | ------------------ | ----------- | ------- | ------------------------ | ---------------------------- | ----------------------------------------------- | -------------------- | --------------- | ----- |
| Barrage de Gudongkou | Hubei              | Xiangqi     | 120 m   | 45 mégawatts             |                              | Barrage en remblai rocheux avec masque en béton | 138 000 000 m3       | 1999            | [ 2 ] |